# Corticeus versipellis
Corticeus versipellis – gatunek chrząszcza z rodziny czarnuchowatych i podrodziny Diaperinae. Zamieszkuje środkową część Europy.

## Taksonomia
Gatunek ten opisany został po raz pierwszy w 1876 roku przez Flaminia Baudiego di Selve pod nazwą Hypophlaeus versipellis. Miejsce typowe leży w Toskanii.

## Morfologia
Chrząszcz o mocno wydłużonym, walcowatym ciele długości od 3,5 do 4 mm, z wierzchu błyszczącym i nagim, ubarwionym jednolicie brunatnie, czasem z ciemniejszym tylnym końcem pokryw.
Głowa jest drobno i dość gęsto punktowana, o prawie dwukrotnie szerszych niż dłuższych, na przedzie wykrojonych oczach.
Przedplecze jest niewiele dłuższe niż szersze, najszersze w połowie długości, węższe od głowy, silnie ku przodowi zwężone, o niewykrojonej krawędzi przedniej, zatartych kątach przednich, lekko zaokrąglonych bokach, a krawędziach bocznych i tylnej przy tylnych kątach słabo wyciętych, a samych kątach tylnych trochę wystających i uniesionych. Powierzchnia przedplecza jest punktowana mocniej i skąpiej niż głowa, niekiedy ponadto bardzo drobno mikrorzeźbiona. Pokrywy są bezładnie punktowane, głębiej i gęściej przy tarczce i szwie. Odnóża są krótkie i dość grube jak na przedstawiciela rodzaju.

## Ekologia i występowanie
Owad saproksyliczny, bytujący pod przegrzybiają korą i w rozkładanym przez grzyby drewnie.
Gatunek palearktyczny, europejski, podawany z Niemiec, Szwajcarii, Austrii, Włoch, Polski, Czech, Słowacji, Węgier i Rumunii. W Polsce wykazany został z okolic Nysy na Dolnym Śląsku, ale późniejsi autorzy podają w wątpliwość poprawność tego doniesienia. W Czechach znany jest z dwóch stanowisk, w tym współczesnego z okolic Brzecławia.